# Gian Pietro Dal Moro
Gian Pietro Dal Moro, detto Gianni (Verona, 23 maggio 1958), è un politico italiano.

## Biografia
Nato a Verona il 23 maggio 1958, residente a San Martino Buon Albergo è imprenditore nell'area del marketing strategico, della comunicazione e degli eventi.
Coniugato, ha due figli, una femmina e un maschio: quest'ultimo è il personaggio tv Daniele Dal Moro, concorrente della sedicesima edizione del Grande Fratello e poi della settima edizione del GFVip.

### L'impegno sindacale e politico
Dalla metà degli anni '80 si impegna nel sindacato con la CISL, come componente della segreteria provinciale veronese della categoria Funzione Pubblica.
Alla fine degli anni '80 inizia l'impegno politico nelle file della Democrazia Cristiana, collaborando con il senatore Gianni Fontana.
Nel 2002 aderisce a La Margherita di Francesco Rutelli, una lista elettorale che divenne poi un partito raccogliendo il Partito Popolare Italiano, Rinnovamento Italiano di Lamberto Dini e I Democratici di Arturo Parisi, dov'è componente della prima direzione regionale del partito.
Nel 2006 inizia la vicinanza a Enrico Letta, in quell'anno nominato Sottosegretario alla Presidenza del Consiglio con le funzioni di Segretario del Consiglio nel secondo governo Prodi, dove alle prime elezioni primarie del Partito Democratico nel 2007 coordina a livello nazionale la sua mozione "I democratici per Enrico Letta".

### Elezione a deputato
Alle elezioni politiche del 2008 viene eletto deputato, nelle liste del Partito Democratico nella circoscrizione Veneto 2. Nel 2009 viene nominato capo della segreteria politica di Enrico Letta.
Alle elezioni politiche del 2013 viene rieletto deputato, venendo confermato a Montecitorio anche dopo le elezioni politiche 2018.
In occasione delle primarie del PD nel 2019 viene nominato presidente della Commissione Nazionale per il Congresso.
Termina la propria esperienza parlamentare nel 2022.